# Willy Van Den Bossche
Willy Van Den Bossche, född 22 januari 1949, är en belgisk bågskytt. Han deltog vid olympiska sommarspelen 1980 och olympiska sommarspelen 1984.